# Ahmet Aslan (Fußballspieler)
Ahmet Aslan (* 29. Juni 2001 im Ankara) ist ein türkischer Fußballspieler.

## Karriere
Aslan begann seine Karriere im Jahr 2013 in der Jugendverein von MKE Ankaragücü, wo er bis 2021 spielte. Nach seiner Zeit bei Ankaragücü wechselte Aslan zu Menemenspor. Von 2022 bis 2023 2023 wurde er an Bergama Belediyespor ausgeliehen. Januar 2023 wechselte er zu Bucaspor 1928 in die TFF First League, wo er sich als Stammspieler etablierte und in 30 Ligaspielen drei Tore erzielte. Am 11. Januar 2024 unterschrieb Aslan einen Vertrag bei
Bodrum FK.